# STS-51-F
STS-51-F — 19-й космічний політ за програмою «Спейс Шаттл» та восьмий космічний політ шатла «Челленджер». Метою польоту було проведення наукових досліджень в лабораторному модулі «Спейслеб-2» установленому у вантажному відсіку Шаттла. Місія стартувала 29 липня 1985 року з Космічного центру імені Кеннеді у штаті Флорида та завершилась 6 серпня.

## Екіпаж

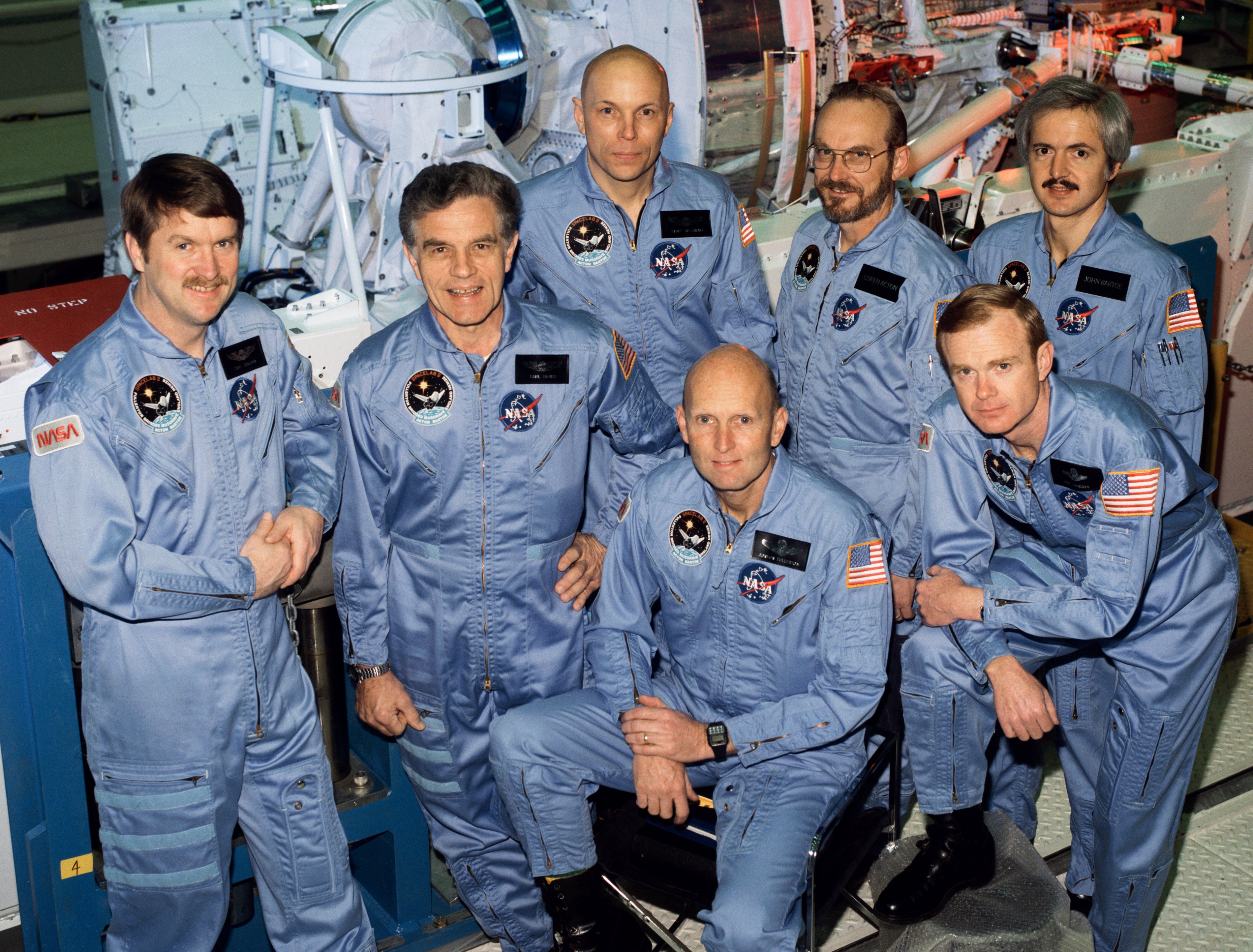
Зліва направо (сидять): Фуллертон, Бріджес, (стоять): Інгленд, Хенайз, Масгрейв, Ектон, Бартоу

- НАСА: Чарлз Гордон Фуллертон (2)[1] — командир;
- НАСА: Рой Данбард Бріджес (1) — пілот;
- НАСА: Сторі Масгрейв (англ. Story Musgrave) (2) — фахівець за програмою польоту;
- НАСА: Ентоні Вейн Інгленд (англ. Anthony W. England) (1) — фахівець за програмою польоту;
- НАСА: Карл Хеніце (англ. Karl Gordon Henize) (1) — фахівець за програмою польоту;
- НАСА: Лорен Ектон (англ. Loren Acton)(1) — фахівець з корисного навантаження;
- НАСА: Джон-Девід Бартоу (1) — фахівець з корисного навантаження.

## Опис польоту
- Маса:
  - під час зльоту: 114 693 кг
  - під час посадки: 98 309 кг